# 1448年
| 千纪： | 2千纪 |
| 世纪： | 14世纪 \| 15世纪 \| 16世纪                                                                                 |
| 年代： | 1410年代 \| 1420年代 \| 1430年代 \| 1440年代 \| 1450年代 \| 1460年代 \| 1470年代                           |
| 年份： | 1443年 \| 1444年 \| 1445年 \| 1446年 \| 1447年 \| 1448年 \| 1449年 \| 1450年 \| 1451年 \| 1452年 \| 1453年 |
| 纪年： | 戊辰年（龙年）；明正统十三年；陈鉴胡泰定元年；越南大和六年；日本文安五年                                   |

## 大事记
- 1月6日——丹麥、挪威和瑞典國王克里斯多福在沒有指定的繼承人的情況下去世，留下了三個王國的空缺王位。他的兄弟本特·揚森和尼爾斯·揚森被選為瑞典的共同攝政。
- 6月20日——邦代家族（英语：Bonde）的卡爾八世繼位為挪威和瑞典國王。
- 9月1日——奧爾登堡的克里斯蒂安一世繼位為丹麥國王。
- 10月17日——科索沃戰役：由於奧斯曼帝國較佔優勢，匈雅提·亞諾什領導下的匈牙利軍隊被土耳其人擊敗。
- 二月，邓茂七民变，并在沙县陈山寨建立政权，自称铲平王。
- 李氏朝鮮研製出神機箭。
- 恩里克下令在北緯20度左右的阿奎姆島建立據點，這成為了歐洲人在西非海岸建立的第一個殖民據點。
- 莫斯科大公國大公瓦西里二世任命俄国人、梁赞大主教约拿为莫斯科都主教，標誌莫斯科大公國正式脫離君士坦丁堡牧首獲得了教權。

## 出生
- 朱见潾，明朝德庄王，明英宗次子。

## 逝世
- 1月6日——克里斯多福三世，丹麥、挪威和瑞典國王，波美拉尼亞的埃里克的外甥。
- 10月12日——宁献王朱权，明朝第一代宁王。
- 10月31日——約翰八世，拜占庭帝國皇帝。